# Escuela Técnica Raggio
La Escuela Técnica Raggio es una institución educativa argentina de nivel medio dependiente del gobierno de la Ciudad de Buenos Aires. Se encuentra en Avenida del Libertador 8635, en el barrio de Núñez. Ubicada junto a la avenida General Paz, que forma el límite con la provincia de Buenos Aires. Es una de las más grandes del país con 11 especialidades, más 2 800 alumnos y 650 profesores.
Esta es la única escuela técnica dentro de la ciudad de Buenos Aires que no perteneció al Consejo Nacional de Educación Técnica (CONET), organismo nacional que nucleaba las escuelas industriales entre 1959 y 1994. 

## Historia
La Escuela Técnica Raggio fue una obra diseñada y dirigida por los ingenieros civiles Emilio Seitún y Andrés T. Raggio, hermano de Rómulo Raggio, el mentor de la construcción y donación del edificio.
El edificio original constaba de dos pabellones el "Lorenzo Raggio" para los señoritos y el "María Celle de Raggio" para señoritas, estos nombres fueron utilizados en honor a los padres de los hermanos Raggio.
El ingeniero Andrés Raggio tuvo a su cargo el proyecto y la dirección de las obras inauguradas el 8 de diciembre de 1924, con la presencia del presidente de la nación Marcelo Torcuato de Alvear, el intendente de la ciudad de Buenos Aires Carlos Noel y otras personalidades. Conjuntamente con los dos pabellones, el proyecto contó con espacios verdes para áreas de expansión y recreación.
Su nombre original era Escuela de Artes y Oficios, con el propósito de formar técnicos y artesanos. Algunas especialidades quedaron en el pasado, como mecánica de aviación, herrería artística o artesanía femenina.
Con motivo de la expansión de la plaza General San Martín en el barrio de Retiro, la municipalidad desmontó el Pabellón Argentino entre 1932 y 1934. Una de las esculturas, la que simboliza La República Argentina, que integró el Pabellón Argentino presentado en la Exposición Universal de París (1889) donde se celebró con aquella muestra El Centenario de la Revolución Francesa, fue trasladada a la Escuela Técnica Raggio.
Las primeras especialidades eran Cincelado, Corte y confección,herrería, Hilados, Modelado, Puntullería y encaje, y Tejidos Ebanistería. En la década de 1940 se sumaron Técnico en propaganda. Mecánica de aviación, Dibujo publicitario, Técnica en aeronáutica y desaparecieron las materias relacionadas con sombrerería, telares y bordados.
En 1940 se diseñó el escudo y el lema "Nunca mucho costó poco" y en 1944 la marcha oficial de las escuelas. La chispa fue el primer periódico escolar.
En 1955, como resultado del golpe de estado y la prohibición de libros y textos hubo quemas de libros en la escuela. Una secreataria pudo esconder en el sótano algunos libros que sobrevivieron. En 1958 dejó de llamarse "Escuelas de Artes y Oficios" y pasó a llamarse  "Escuelas técnicas Municipales Raggio".
En 1973 se creó  la especialidad Técnico en la industria alimentaria.En 1983,  cincelado, grabado y joyería se juntaron y convirtieron en la especialidad  Técnicas en la industria de la orfebrería. En 1985, la especialidad Artesanías femenias  se convirtió en Técnicas de la industria textial. En 1986, la especialidad de  Artes gráficas se pasó a llamar  Técnico en  la industria gráfica.

En la década de 1990 la Resolución nº130 de la Secretaría de Educación de la Municipalidad de la Ciudad de Buenos Aires institucionalizó las becas y pasantías.

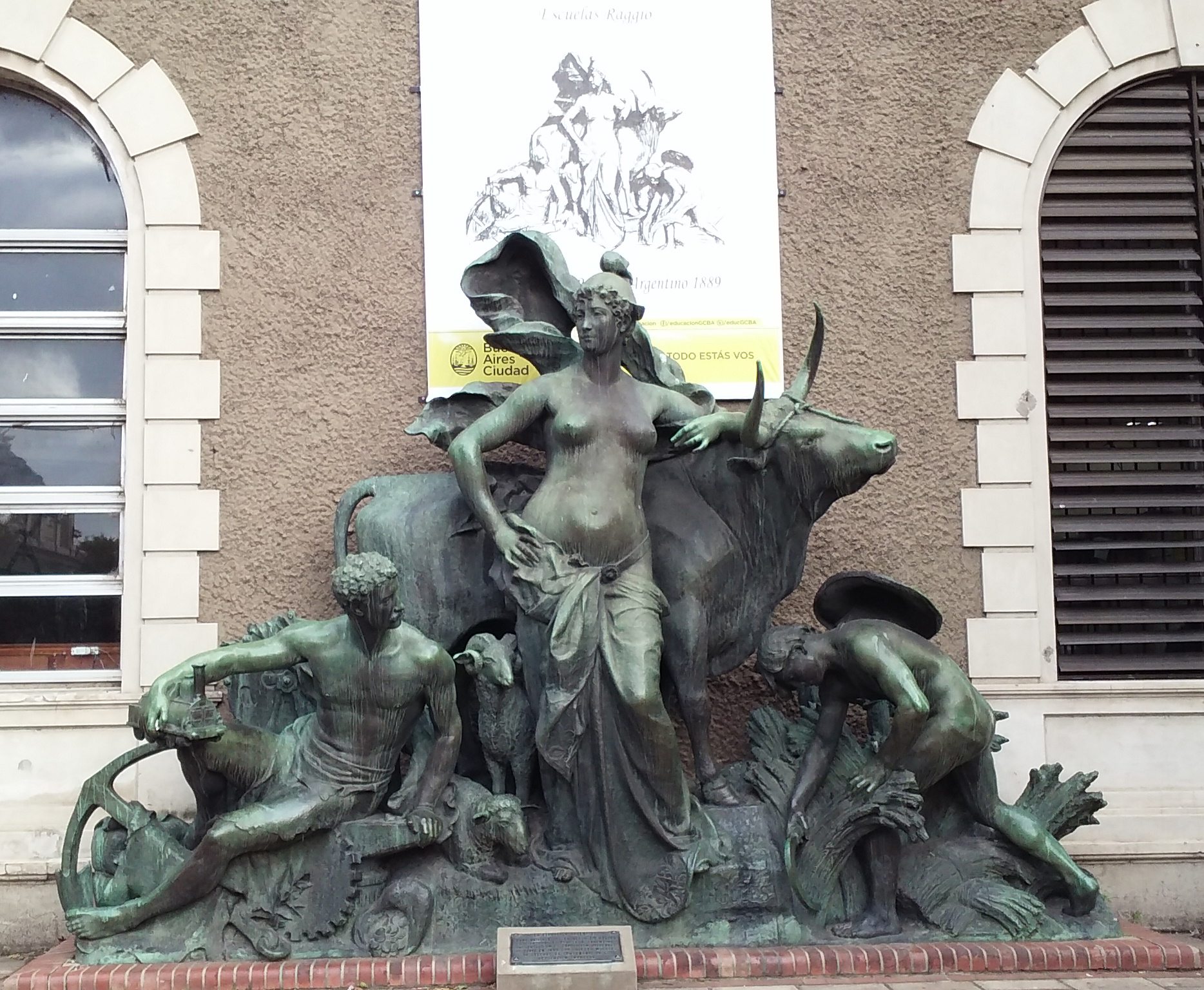
Escultura La República Argentina - Ubicada en Escuela Técnica Raggio

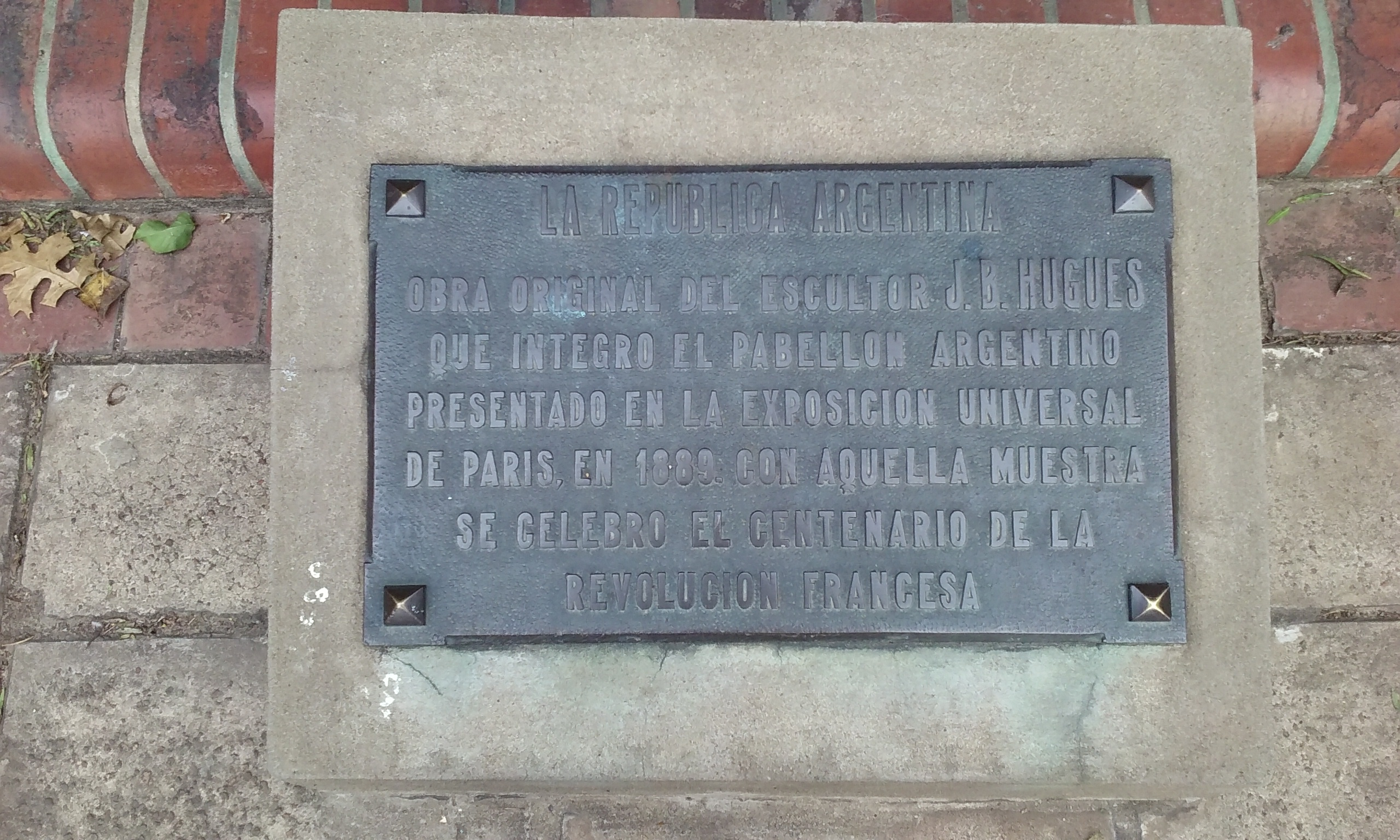
Leyenda monumento La República Argentina - Ubicada en Escuela Técnica Raggio

La Legislatura de la Ciudad de Buenos Aires declaró de interés educativo el beneplácito por los 90 años de la fundación de las Escuelas Técnicas Raggio a celebrarse el 8 de diciembre de 2014. La Resolución, aprobada el 30 de octubre de 2014 en el recinto de sesiones dio lugar a una conmemoración que tuvo lugar en el Salón Dorado de la Legislatura porteña.

## El edificio
Sus arcos románicos caracterizan al edificio como neoclásico. Fue planteada en dos pabellones con los nombres del matrimonio Raggio, "María Celle" (para las alumnas) y "Lorenzo Raggio" (para los varones) las cuales funcionaban en forma separada como era común entonces. El pabellón femenino fue derribado en enero de 1969 para unificar la Av. General Paz con la Avenida Lugones.
La escuela fue donada a la Municipalidad de la Ciudad de Buenos Aires.
Su planteo arquitectónico abierto resulta novedoso, valorizando los espacios verdes para áreas de expansión y recreativas.
El ingeniero Andrés Raggio tuvo a su cargo el proyecto y la dirección de las obras inauguradas el 8 de diciembre de 1924 y la importancia que se le asignaba a la educación en aquella época está expresada por la presencia en ese acto del Presidente de la Nación Dr. Marcelo T. de Alvear, su esposa  Regina Pacini, el intendente de la Ciudad de Buenos Aires Martín Noel, sus secretarios Emilio Ravignani y  Antonio Barrera Nicholson y el Presidente del Honorable Concejo Deliberante  Lloracio Casco entre otros.
En 1969 se demolió el Pabellón María Celle Raggio para construir la Avenida General Paz.
Entre 1983 y 1986 se construyó un nuevo pabellón con 30 aulas.

## Museo
Dentro de la escuela se encuentra el museo tecno-educativo Lorenzo Raggio, creado en 2003, cuyo objetivo es la recuperación, restauración y catalogación de material fotográfico, artístico, técnico, etc. hallado en la institución.
Allí se encuentran los planos de albañilería del Teatro Colón, que es un conjunto de más de 30 planos del año 1892 sellados por el estudio del arquitecto Víctor Meano. Estos documentos, que estuvieron muchos años en la biblioteca escolar, fueron usados por ex docentes de la escuela Federico Federicci y Cayetano Donato, quienes trabajaron en la construcción y en el mantenimiento de la escenografía del Teatro Colón.
En 2008 el museo ingresó al Programa Nacional de Archivos Escolares y comenzó a participar de la Noche de los Museos.

## Salida laboral
La Escuela Técnica Raggio ofrece diversas orientaciones técnicas con salida laboral:
- Técnico en tecnología de los alimentos.
- Técnico en automotor.
- Maestro mayor de obras.
- Electricidad.
- Electrónica.
- Gráficas.
- Técnico en indumentaria y productos de confección textil.
- Técnico mecánico.
- Diseño y producción de muebles.
- Técnico en la industria de orfebrería.
- Diseño y comunicación (publicidad).
- Tecnologías de la información y la comunicación.

La escuela tiene actividades extra curriculares, una banda de música formada por alumons, participa de las Olimpíadas de química y tiene una Escuela de remo - la escuela logró tres campeonatos nacionales  y tres subcampeonatos -:
En 2024, alumnas de la escuela diseñaron la medalla dorada con los rayos del sol de mayo rodeado por un anillo y un corazón con el logo que celebró los 40 años del Maratón de la Ciudad de Buenos Aires y los laureles que coronaban a todos los que finalizaron la carrera.